# Marsos

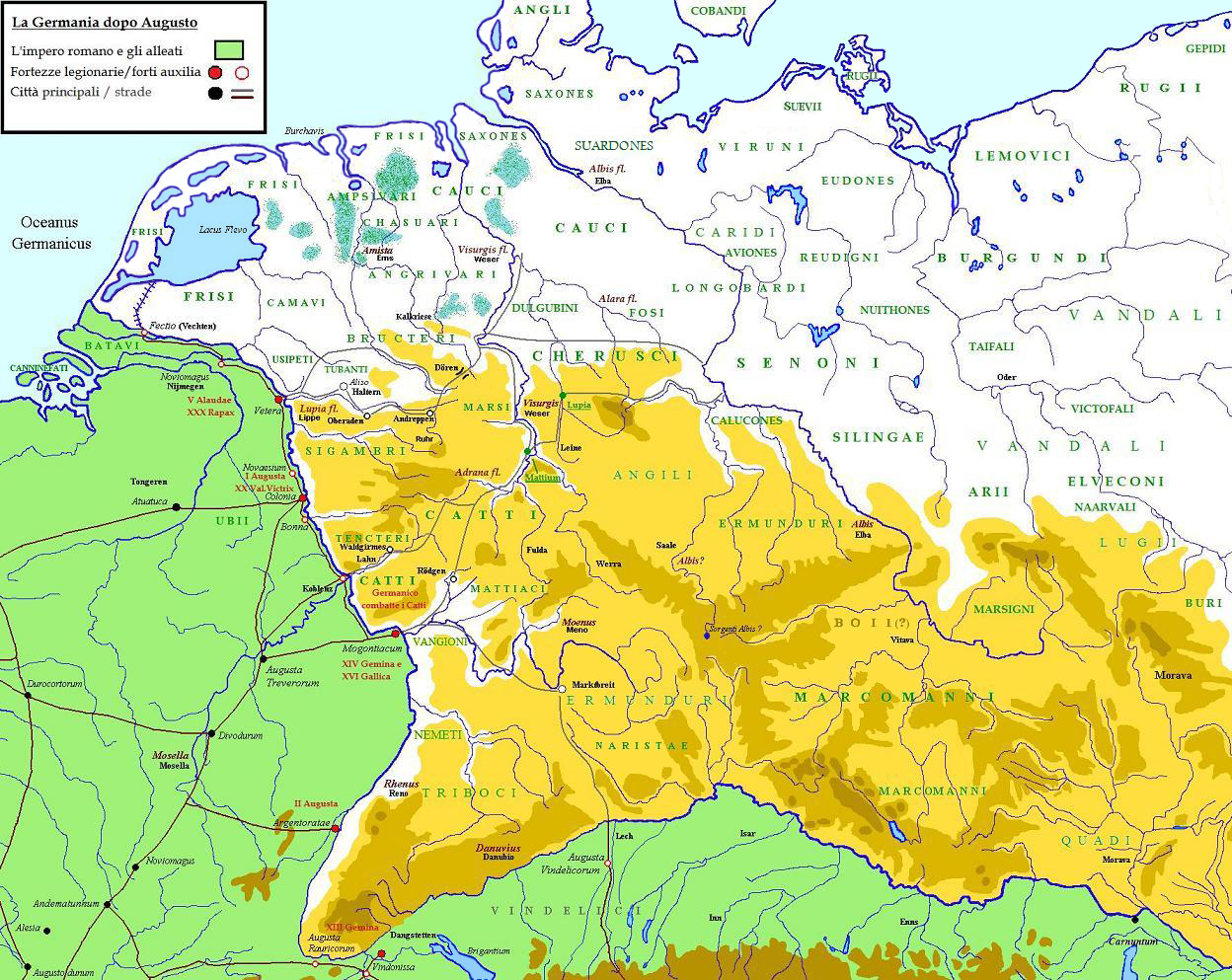
Os povos germânicos no século I, - Imagem da Germânia de Tácito. Os Marsos estavam presente nas proximidades de Roer, vizinhos aos Queruscos.

Os Marsos (em latim: Marsi) formavam uma pequena tribo na Germânia Ocidental, pelos séculos II a.C.e I d.C., entre os rios Reno, Roer e Lippe, na atual Alemanha norte-ocidental (na fronteira com a Gália), ao norte da Boêmia, no Alto Elba, na Floresta de Teutoburgo. Sua língua e costumes eram assemelhados aos dos Suevos. Eles penetraram na Gália em 70 a.C. sob a direção de Ariovisto, chefe dos Suevos.

## História
Os Marsos foram primeiramente descritos por Estrabão, e Tácito os menciona várias vezes, especialmente no contexto das campanhas de Germânico, quando da invasão romana de 14 d.C. Eles faziam parte da coalizão de tribos sob a direção de Armínio e que contava com os Queruscos, os Brúcteros, os Catos, os Caúcos e os Sicambros) que, liderado por Armínio em 9 d.C., destruiu três legiões (as legiões romanas XVII, XVIII e XIX) romanas lideradas pelo general Varo na Batalha da Floresta de Teutoburgo. Germânico, em uma expedição punitiva, que visava vingar essa derrota, invadiu a Mársica (terra onde viviam os Marsos), no ano 14 com 12 mil legionários, 26 coortes de tropas auxiliares, e 8 esquadrões de cavalaria auxiliar.
Em outro grande ataque, que se deu enquanto estavam em suas celebrações de solenidade à deusa Tamfana, embriagados e incapazes de reagir de um modo organizado ao ataque surpresa dos romanos, o que resultou num massacre. De acordo com Tácito (Anais 1,51), uma área de 50 milhas romanas foi devastada pelo fogo e pela espada e "o sexo ou a idade não despertaram a piedade". A águia (símbolo de uma legião romana) das legiões de Varo foi recuperada.
Exasperados com este e outros massacres, seguidos de derramamentos de sangue, a exemplo do que ocorreu contra os Catos na primavera do ano 15 d.C., fizeram com que as tribos germânicas deixassem suas hostilidades mútuas de lado e, novamente, se unissem contra os invasores romanos, os atacassem e os repelissem. Após dois anos de campanha, Roma resolveu abandonar a região e estender suas fronteiras para o leste do Weser, e as tropas se retiraram para além do Reno.
Após a paz romana, as tribos germânicas se organizaram em uma Liga principal, e pelos idos do de 240, eles se integraram aos Francos ripuários. Parte deste povo teve assentamento na Renânia central e consistia de uma mistura de Catos, Marsos Brúcteros e outras tribos germânicas.
O Marsos da Germânia não devem ser confundidos com os da tribo de mesmo nome e que viviam na Itália ver Marsos.

## Linguagem
A linguagem estabelecida entre os Marsos, pertencia ao grupo linguístico comum às línguas germânicas do Weser-Reno. Estas línguas foram desaparecendo gradualmente e assimiladas ou convertidas que que ficou conhecido como a língua franca, paralelamente à mistura de hábitos, habitat e costumes das pequenas tribos daquela mesma região de torno de uma só tribo a dos Francos ripuários.

## Topônimo
Algumas cidades têm hoje um nome que lembra aos Marsos. Exemplos de Marsberg e Obermarsberg em Renânia do Norte-Vestfália Oriental e Volkmarsen em Hesse no norte.

## Localização
Quando os romanos chegaram, várias tribos foram localizados na região dos Países Baixos, que residiam nas partes habitáveis mais altas, especialmente no leste e sul. Essas tribos não deixaram registros escritos. Todas as informações conhecidas sobre elas durante este período pré-romano é baseada no que os romanos, mais tarde, escreveram sobre as mesmas.

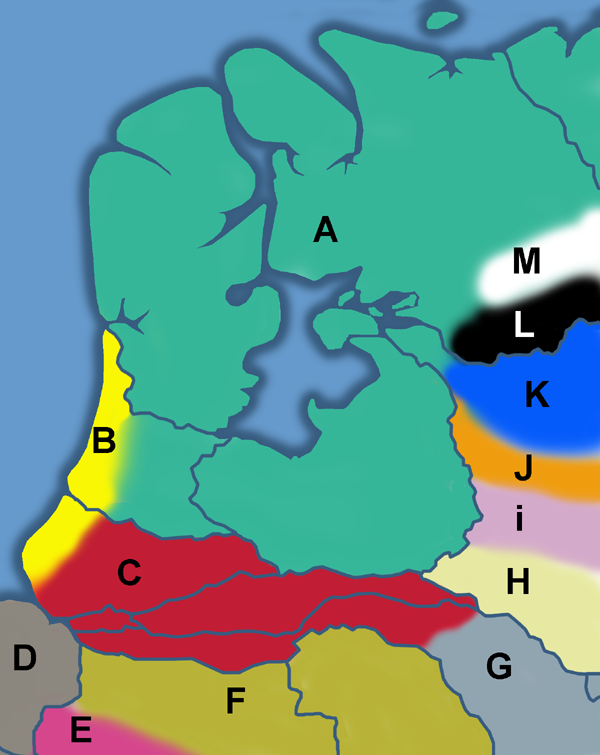
O local aproximado (hoje Holanda) onde as tribos germânicas se assentaram no séc. I. Os limites exatos são desconhecidos entretanto, e H a M em particular, não devem ser considerados como representações exatas.

As tribos mostrado no mapa à esquerda são:
- A. Frísios,
- B. Caninefates,
- C. Batavos,
- D. Marsos,
- E. Toxandros,
- F. Menápios,
- G. Ampsivários,
- H. Camavos,
- I. Sicambros,
- J. Brúcteros,
- K. Tubantes,
- L. Usípetes e
- M. Tencteros.

Outros grupos tribais não mostrados neste mapa, mas associado com a Holanda são:
- Ambianos,
- Catos,
- Catuários,
- Morinos,
- Salianos,
- Tungros e
- Úbios.